# Бріанна Роллінс
Бріанна Роллінс (англ. Brianna Rollins, нар. 18 серпня 1991, Маямі, Флорида, США) — американська легкоатлетка, що спеціалізується на бігу з бар'єрами, олімпійська чемпіонка 2016 року, чемпіонка світу.

## Кар'єра
| Рік  | Чемпіонат                    | Місце проведення         | Місце | Дисципліна        | Результат |
| ---- | ---------------------------- | ------------------------ | ----- | ----------------- | --------- |
| 2013 | Чемпіонат світу              | Москва, Росія            | 1     | 100 м з бар'єрами | 12.44     |
| 2015 | Чемпіонат світу              | Пекін, Китай             | 4     | 100 м з бар'єрами | 12.67     |
| 2016 | Чемпіонат світу в приміщенні | Портленд, США            | 2     | 60 м з бар'єрами  | 7.82      |
| 2016 | Олімпійські ігри             | Ріо-де-Жанейро, Бразилія | 1     | 100 м з бар'єрами | 12.48     |